# Jerónimo de Chaves

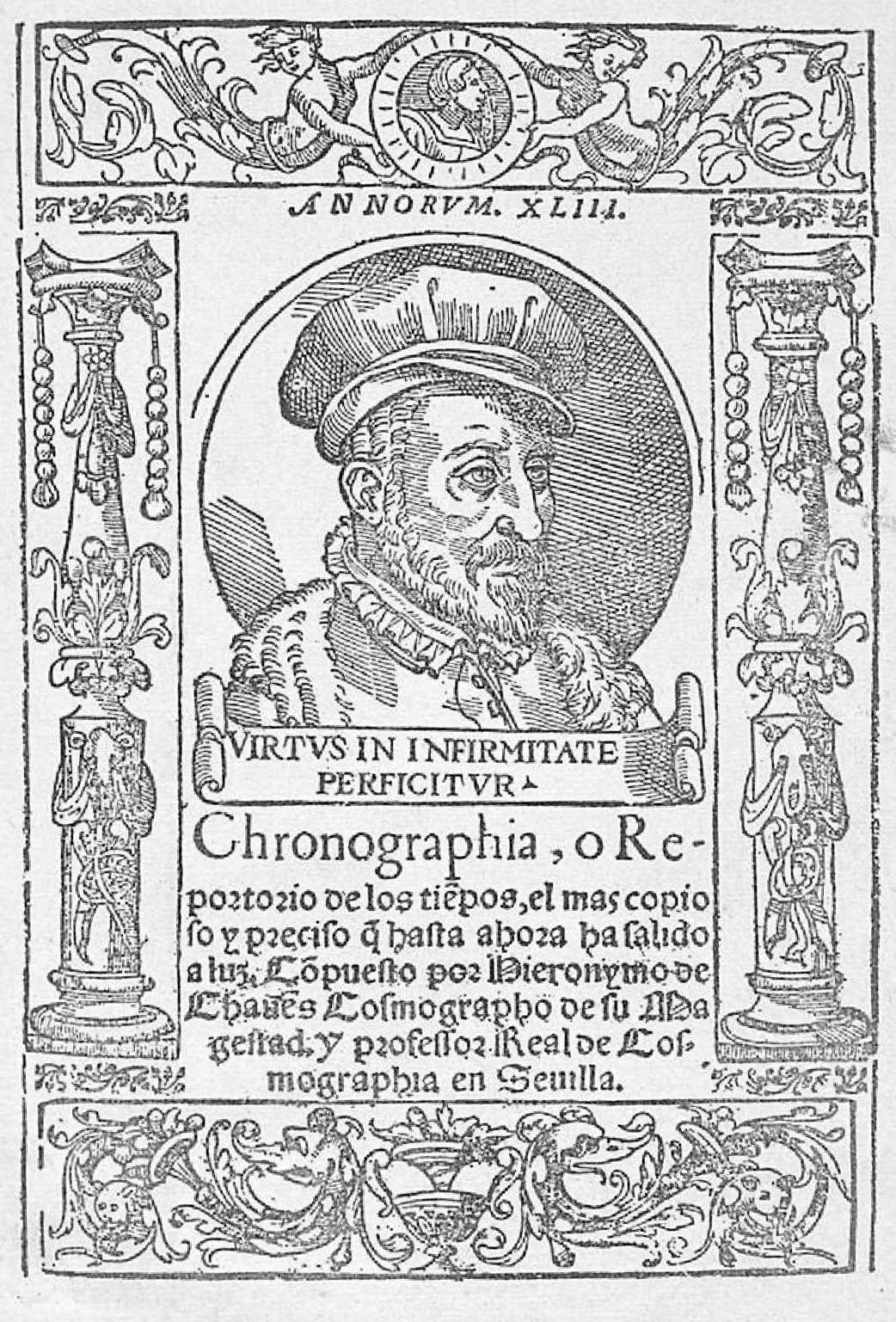
Retrato de Jerónimo de Chaves, portada xilográfica de Chronographia ó Reportorio de los Tiempos... Compuesto por Hierónymo de Chaves Cosmographo de su Magestad y professor Real de Cosmographia en Sevilla, 1566. Biblioteca Nacional de España.

Jerónimo de Chaves o también Jerónimo de Chávez (Sevilla, 1523-1574), fue un erudito español del siglo XVI. Poeta, matemático, cosmógrafo, astrólogo, historiador, políglota y traductor de obras científicas procedentes de Italia, estudioso de las artes y la medicina en general.

## Biografía
Era hijo de Alonso de Chaves, quien fue piloto mayor, ingeniero topográfico y cosmógrafo.
Jerónimo de Chaves fue el primer catedrático cosmógrafo de la Casa de Contratación de Sevilla desde 1552 y también llegaría a ser piloto mayor de la misma sucediendo a Sebastian Caboto.
Su primera obra publicada fue un comentario al Tratado de la Esfera de Sacrobosco (1545, imprenta de Juan de León). Tres años después publicó (también en Sevilla y con el mismo impresor) la primera edición de la que sería su obra de mayor difusión, titulada Chronographia o Reportorio de los tiempos ("Cronología o repertorio de los tiempos"). En cuatro décadas se realizaron doce ediciones de la misma con privilegio real, e incluso después de su muerte se publicó durante otros diez años más por autorización expresa del rey Felipe II.
Jerónimo de Chaves sería autor de un importante número de mapas, como por ejemplo el primer mapa publicado de Florida (en 1584).

## Obras más importantes
- Chronographia o reportorio de los tiempos. 
  - Edición de 1566 digitalizada por la Universidad de Valencia
  - Edición de 1584 digitalizada por la John Carter Brown Library
- Tratado de la esfera. Contiene un epigrama laudatorio del historiador sevillano Luis de Peraza.[6]
  - Edición de 1545 digitalizada por la Universidad de Sevilla.
- Mapas geográficos de España y América.